# Berezne
Berezne (en ucraniano Бере́зне) es una ciudad de Ucrania, perteneciente al raión de Rivne de la óblast de Rivne. Está situada en la orilla derecha del río Sluch, 55 kilómetros al noreste de Rivne.
En 2019, la ciudad tenía una población de 13 284 habitantes. Es sede de un municipio con una población total de unos cincuenta mil habitantes, que incluye 36 pueblos como pedanías.

## Historia
Berezne fue fundada en el año 1445 en el marco de la República de las Dos Naciones. La mayoría de la población era ucraniana, aunque con importantes minorías polacas y judías. La ciudad estuvo ocupada por las fuerzas armadas alemanas después del inicio de la Operación Barbarroja en 1941. Los judíos de Berezne quedaron confinados en un gueto y sometidos a trabajos forzados. En 1942 una unidad de las SS procedió al exterminio de más de 3.000 hombres, mujeres y niños judíos del gueto de Berezne en un bosque cercano, y posteriormente fueron enterrados en una gran fosa común.
Berezne obtuvo el estatuto de ciudad de importancia distrital en el año 2000. Hasta 2020 fue la capital del raión homónimo.